# Halocaridina palahemo
Halocaridina palahemo är en kräftdjursart som beskrevs av Brian Frederick Kensley och D. Williams 1986. Halocaridina palahemo ingår i släktet Halocaridina och familjen Atyidae. Inga underarter finns listade i Catalogue of Life.